# 比尔曾
比尔曾（荷蘭語：Bilzen，荷蘭語發音：[ˈbɪlzə(n)] ⓘ）是比利时弗拉芒大區林堡省通厄倫區的一座城市，通行荷蘭語，是弗拉芒社群的一部分，面积75.90平方千米，人口32,318人（2018年1月1日）。

## 名人
- 金·克萊斯特絲
- 卡米耶·胡斯曼